# 延边博物馆

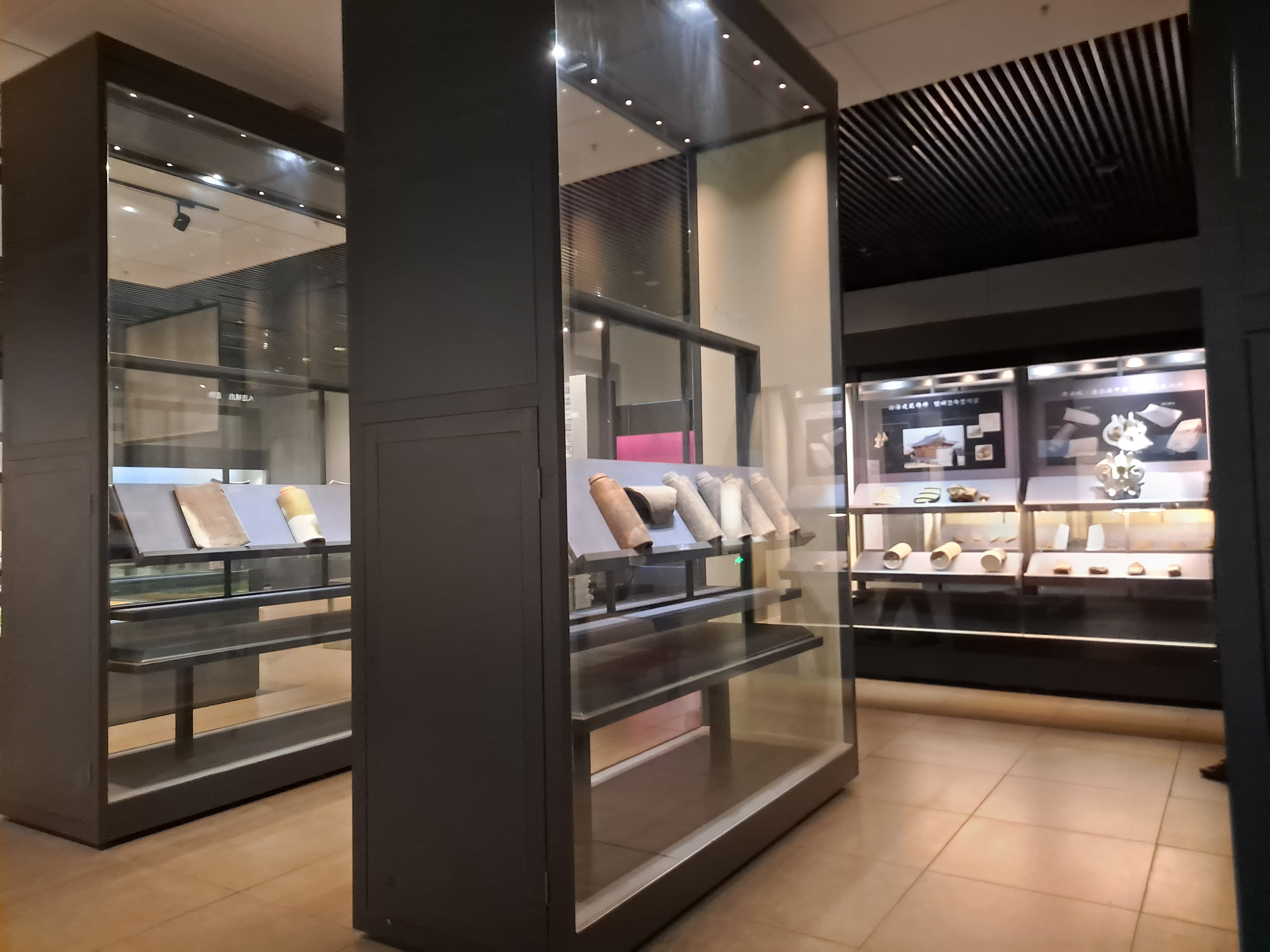
渤海国建筑构件和装饰

延边博物馆是位于中华人民共和国吉林省延边朝鲜族自治州首府延吉市的一座国家二级综合博物馆，国家4A级旅游景区，实行延边博物馆、延边朝鲜族民俗博物馆和延边朝鲜族革命纪念馆三块牌子一套班子，兼具地方历史与朝鲜族民族特色。
延边博物馆始建于1973年，馆舍三经变迁。目前位于延吉市长白山西路的馆舍占地2万余平方米，藏有近1.5万件文物。馆内设有延边出土文物、朝鲜族民俗、千秋正气-中国朝鲜族革命斗争史三大基本陈列，以及中国朝鲜族农乐舞和延边朝鲜族自治州成就展两个专题展览。2013年，延边博物馆“延边朝鲜族民俗展览”获第十届全国博物馆十大陈列展览精品2012年度优秀奖。

## 历史
延边博物馆的历史可以追溯到1960年4月19日成立的负责保护与管理延边文物工作的延边博物馆筹备处。文化大革命时期，筹备处被撤销，改为展览馆。文革结束后，延边博物馆事业才得以恢复，并于1973年1月正式成立延边博物馆。:254
1982年4月，占地12350平方米的三层延边博物馆馆舍在延吉河与布尔哈通河交汇处建成。次年，延边朝鲜族民俗博物馆获批成立，与延边博物馆形成一套班子两块牌子。2002年，为庆祝延边朝鲜族自治州建州50周年，延吉市金达莱广场西侧修建了延边博物馆新馆舍。2007年延边朝鲜族革命纪念馆获批建立后，延边博物馆成为一套班子三块牌子。:254-255
2009年，延边博物馆入列文物局 国家二级综合博物馆。为迎接延边朝鲜族自治州成立60周年，目前的延边博物馆新馆于2010年6月10在延吉市长白山西路开始动工。2012年9月，延边博物馆新馆开馆。2014年，延边博物馆入选国家4A级旅游景区。